# Xiomara Fortuna
Xiomara Fortuna (1959, Montecristi, République dominicaine) est une chanteuse et compositrice dominicaine. De voix profonde, prise comme source de la musique du folklore dominicain, son œuvre musicale s'encadre dans les musiques du monde, et inclut des fusions avec le jazz,,. Dans son pays elle est connue comme « La Reine de la Fusion », et sa discographie est reconnu comme étant un précieux document sonore afro-dominicain,,. 

## Biographie
Elle est née en 1959 dans la province de Montecristi, région au nord-ouest de la République dominicaine.
Elle est entrée en contact pour la première fois à travers sa mère avec des rythmes du folklore dominicain tels que la mangulina et les chants de travail. Dès son adolescence elle s'est sentie attirée par le mouvement de la Nueva trova et les chansons au contenu social. C'est à cette époque qu'elle a a écrit ses premières chansons.
Très impliquée dans le théâtre et dans des groupes culturels de son village, elle commence à se présenter face au public des clubs et centres communautaires et culturels de sa ville et de la région du Cibao. Puis elle fait ses débuts dans la capitale en chantant dans un festival au Théâtre National de la République dominicaine. Ayant fini ses études secondaires, elle s'est inscrite à l'Université autonome de Saint-Domingue et a commencé à donner des concerts sur la scène musicale de la capitale.
Plus tard, elle a rejoint le groupe Kaliumbé fondé par le guitariste dominicain Tony Vicioso. C'est au sein de ce groupe qu'elle commence à développer son style basé sur les fusions avec la musique autochtone de l'île Hispaniola tels que la mangulina, le priprí, la salve, les congos et le gagá avec le jazz. En 1987, elle sort son premier LP De la loma al llano financé par l'Organisation dominicaine des Femmes en Développement (MUDE). 
Dans les années 1990, la carrière de Xiomara Fortune se développe en Europe, où elle se présente en Suisse, Russie et France, en collaborant avec des musiciens de jazz comme Archie Shepp et en partageant la scène avec des personnalités telles que Miriam Makeba et Touré Kunda. Elle donne également des concerts à Cuba. Ses productions Balbuceos et Kumbajei reflètent cette époque de sa vie.
Avec le nouveau siècle émergent de nouvelles sonorités dans sa musique, telles que le rock. Elle enregistre également les productions Tonada para un querer et Paseando avec la nouvelle génération de musiciens dominicains et inclut plusieurs participations, notamment avec Pavel Núñez et Rita Indiana.
Dans son parcours, elle a été à la tête des groupes musicaux Kaliumbé et SinHora avec lesquels elle a a participé à d'importants festivals musicaux. Elle a notamment donné des concerts au Nigeria, Ghana, Togó, Paris, Madrid, Moscou, Venezuela, Colombie, Port-au-Prince, Porto Rico, etc. En République dominicaine, elle s'est présentée notamment dans la salle principale du Théâtre National et celle du Palais des Beaux-Arts.
Elle a collaboré avec divers artistes dont Rita Indiana, El Prodgio, Janio Lora, Vakeró, entre autres. Elle a partagé la scène avec Andrea Echeverri, Julieta Venegas, Lila Downs, Luzmila Carpio entre autres.
Fortuna a dix enregistrements de production indépendante avec Ile Akwa. Son EP "Rosa y Azul" avec des thèmes de son autorat, exprime son ressentit au sujet de la violence que souffre le pays. Elle fait son apport à la sensibilisation dans la cohabitation entre les hommes et les femmes de la société dominicaine. 
Elle vit actuellement dans son pays la République dominicaine et elle combine la création musicale avec la l'activisme culturel, environnemental et de genre.

## Engagements
Xiomara Fortuna est une artiste engagée pour la démocratie, l'égalité des genres et la santé,,.

## Prix et distinctions
- Médaille Gandhi pour la paix
- Médaille du mérite des Beaux-Arts par le Bureau de la Présidence et le Ministère de Femme de la République Dominicaine
- Fille méritoire du District National, de Santiago de los Caballeros et de Monte Cristi par les Mairies respectives
- Prix Casandra, catégorie Meilleure artiste femme en 2002
- 2019 : Proposée dans 3 catégories du Prix Soberano et remporte celui de la catégorie "Artiste alternative de l'année"[15]

## Discographie
- 1987: De la Loma al Llano
- 1996: Balbuceos
- 1999: Kumbajei
- 2002: Elle ta' Í
- 2004: Tonada para un querer
- 2009: La calle será la calle
- 2010: Paseando
- 2010: Pa' cantarte a ti
- 2014: Solo Poemas
- 2018: Rosa y Azul
- 2018: Ay caramba!
- 2018: Ella canta Jazz (live)
- 2018: Son verdad